# 3438 Inarradas
3438 Inarradas eller 1974 SD5 är en asteroid i huvudbältet som upptäcktes den 21 september 1974 av Félix Aguilar-observatoriet. Den är uppkallad efter Instituto Argentino de Radioastronomia.
Asteroiden har en diameter på ungefär 25 kilometer. Den tillhör och har givit namn åt asteroidgruppen Inarradas.